# Centromacronema nigrifrons
Centromacronema nigrifrons är en nattsländeart som beskrevs av Banks 1913. Centromacronema nigrifrons ingår i släktet Centromacronema och familjen ryssjenattsländor. Inga underarter finns listade i Catalogue of Life.